# Rathaus (Marnes-la-Coquette)

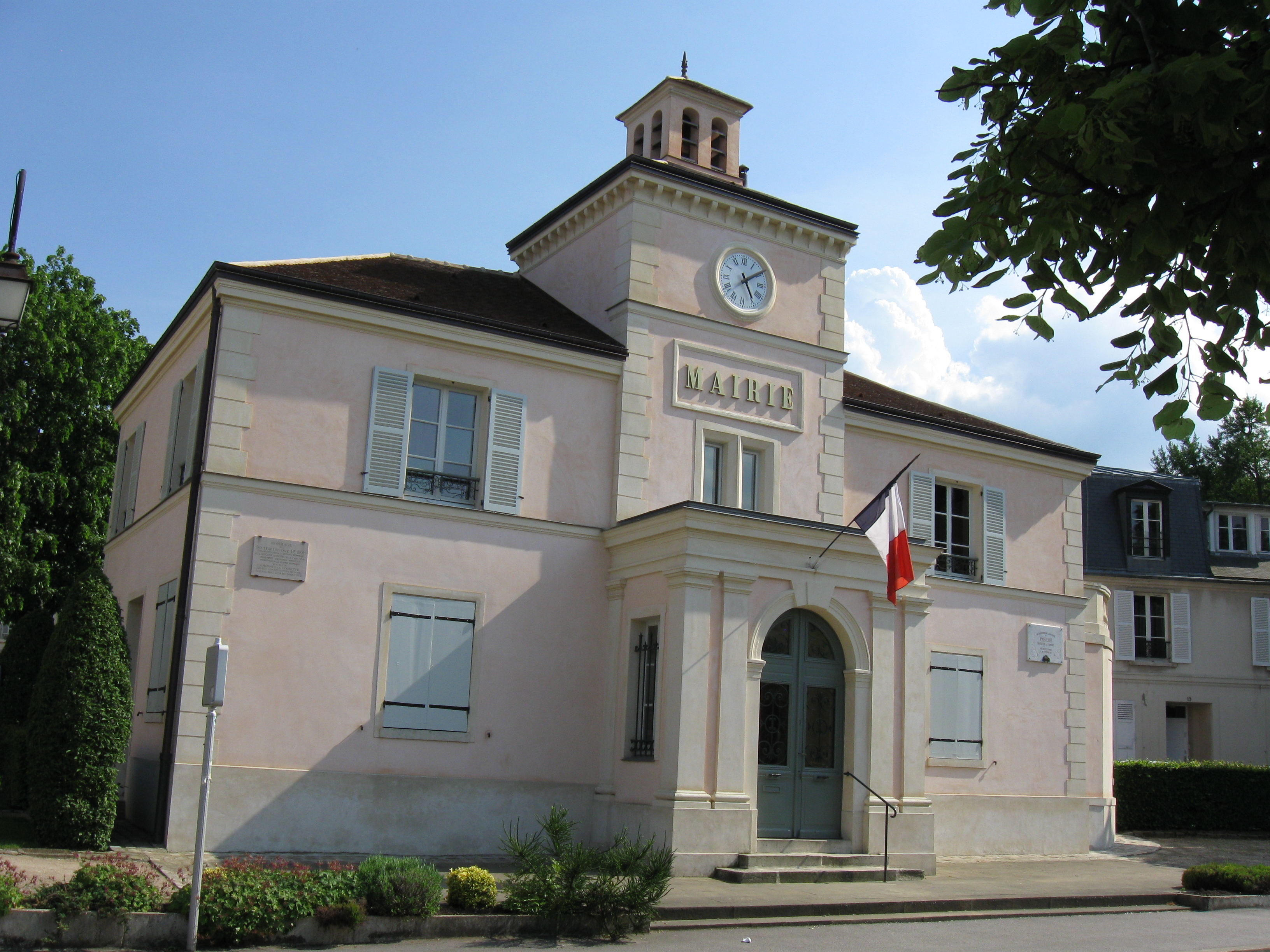
Rathaus in Marnes-la-Coquette

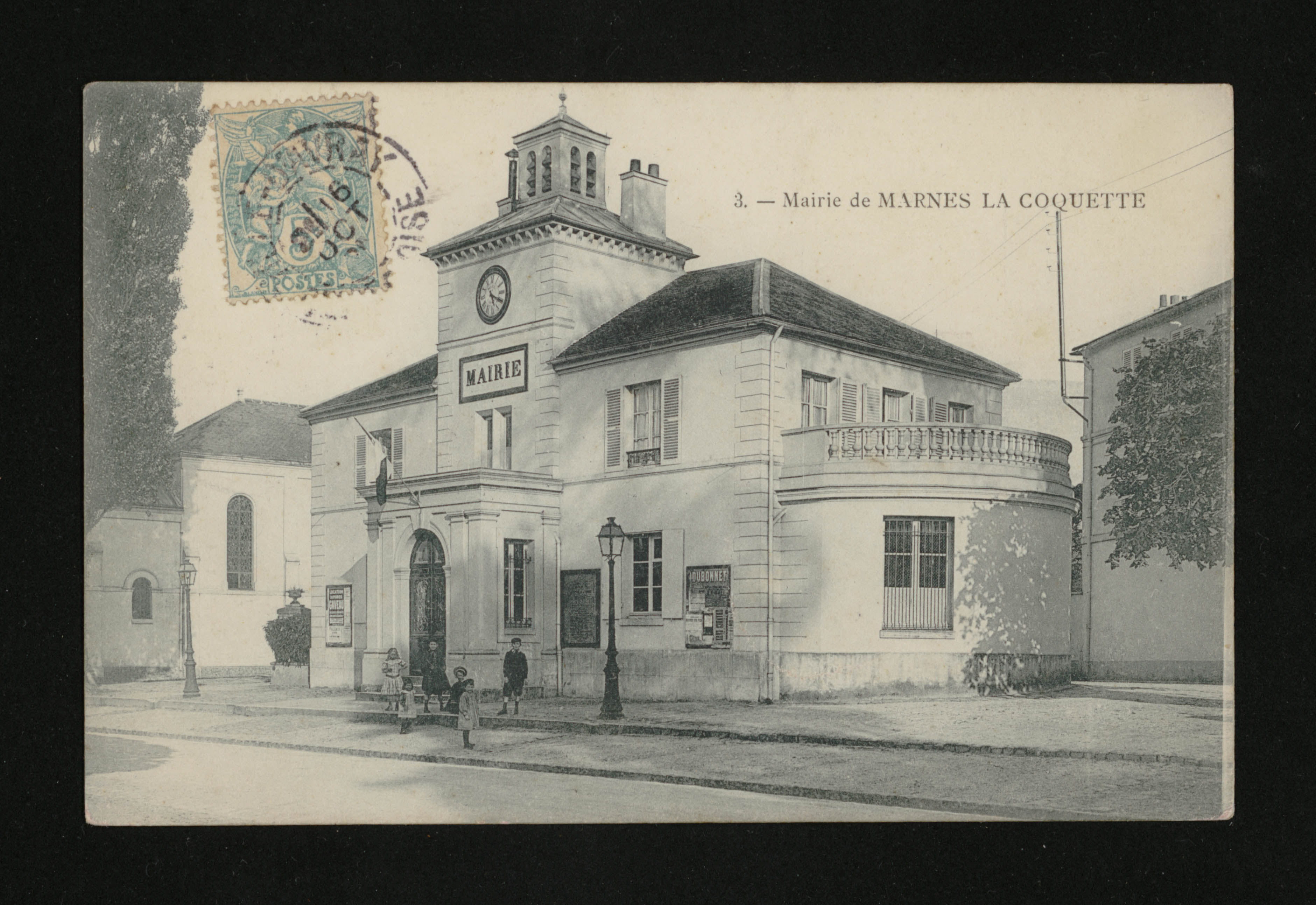
Postkarte mit dem Rathaus (1900)

Das Rathaus in Marnes-la-Coquette, einer französischen Gemeinde im Département Hauts-de-Seine in der Region Île-de-France, wurde von 1846 bis 1849 errichtet. Das Rathaus an der Place de la Mairie Nr. 3 ist als Monument historique klassifiziert.
Der zweigeschossige Bau wurde nach den Plänen des Architekten Hippolyte Blondel errichtet. Ursprünglich war im Gebäude auch die kommunale Schule untergebracht.
Das Rathausgebäude besitzt einen Mittelrisaliten in dem sich das rundbogige Portal befindet und der von einem Dachreiter mit Glocke bekrönt wird. Über der Inschrift MAIRIE (deutsch Rathaus) ist eine Uhr angebracht.